# إميليو مورينو
إميليو مورينو (بالإسبانية: Emilio Moreno)‏ هو عازف كمان ‏ إسباني، (ولد في مدريد في إسبانيا 1957  م).